# Lotsa de Casha
Lotsa de Casha (Brasil: Enrico de Prata / Portugal: Pipas de Massa) é um livro ilustrado escrito pela artista norte-americana Madonna e lançado em 7 de junho de 2005 pela Callaway Arts & Entertainment. Destinado a leitores a partir de seis anos, a história gira em torno de um galgo italiano que aprende que "o dinheiro não pode comprar a felicidade". Madonna se inspirou em sua própria vida para criar a narrativa, abordando desde o materialismo até a maternidade. As ilustrações ficaram a cargo do artista português Rui Paes, que se baseou na pintura renascentista e barroca, além das obras de Caravaggio.
A Callaway organizou uma festa de lançamento do livro na loja Bergdorf Goodman, em Nova Iorque, onde Madonna fez uma leitura pública da história. Além disso, ela participou de programas de entrevistas na televisão e concedeu entrevistas a revistas para promovê-lo. Lotsa de Casha estreou em terceiro lugar na lista dos mais vendidos do The New York Times. O livro recebeu críticas mistas: alguns críticos apreciaram o humor da narrativa, mas acharam que ela não estava à altura das ilustrações de Rui Paes, que, por sua vez, foram amplamente elogiadas.

## Sinopse
Lotsa de Casha, um rico comerciante que tinha tudo, sentia-se infeliz e buscava respostas para sua tristeza. Após ouvir de um sábio que a felicidade vinha de compartilhar com os outros, ele inicialmente duvidou. Porém, ao ser ajudado pelo Senhor Forfilla — um homem que antes havia desprezado — e trabalhar levando presentes às pessoas, começou a perceber o valor da generosidade. No caminho de volta para casa, Lotsa teve um gesto altruísta ao dar seu cobertor a um mendigo, mostrando que havia aprendido a lição. Ao chegar ao palácio, descobriu que Forfilla já fora o dono daquele lugar. Transformado, Lotsa convidou-o para almoçar, agora consciente de que a verdadeira felicidade vem de ajudar os outros.

## Antecedentes e desenvolvimento

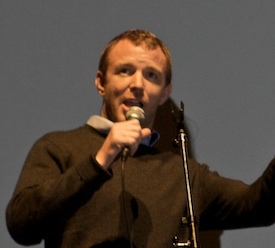
Madonna dedicou Lotsa de Casha ao seu então marido, Guy Ritchie.

Em 2003, Madonna assinou com a Callaway Arts & Entertainment para publicar uma série de cinco livros destinados ao público infantil. Explicou que cada livro abordava "de temas universais enfrentados pelas crianças... Esperamos que haja uma lição que as ajude a transformar situações dolorosas ou assustadoras em experiências de aprendizado". Durante a promoção do quarto livro da série, The Adventures of Abdi, a Callaway anunciou os planos de lançar o quinto e último volume, intitulado Lotsa de Casha. Também foi anunciado que os personagens seriam retratados como animais, com o protagonista, Lotsa de Casha, apresentado como um galgo italiano, inspirado nas fábulas de Esopo. Voltado para crianças a partir de seis anos, a obra explora a lição atemporal de que "o dinheiro não compra felicidade". A própria Madonna descreveu Lotsa de Casha "como uma história que mostra que todos podemos resistir ao egoísmo e fazer algo bom por nós mesmos e pelos outros". Confirmou que todo o dinheiro arrecadado com a venda do livro seria doado para instituições de caridade.
Em entrevista à revista Grazia, Madonna explicou que escrever Lotsa de Casha foi uma ironia, pois sentiu que a história era uma "parábola da sua vida". A história era um reflexo de sua própria jornada, que ia do rótulo de "garota materialista" até a vivência de sua maternidade. O personagem central, que a Associated Press descreveu como "um galgo rico parecido com Scrooge", espelhava a transformação que Madonna sentiu em si mesma devido ao materialismo. "Passei 15 anos da minha vida pensando em mim mesma, sempre perguntando: 'O que eu ganho com isso?'", ponderou a cantora. Aceitando-se como uma pessoa "privilegiada", Madonna se deu conta de que "em última análise, as coisas materiais não trazem felicidade. A maioria das pessoas muito ricas não é feliz. Por quê? Porque têm demais do que não precisam e não dividem com os outros". Lotsa de Casha foi dedicado ao seu então marido, Guy Ritchie, que serviu como fonte de inspiração para a criação do livro.

## Desenhos e ilustrações

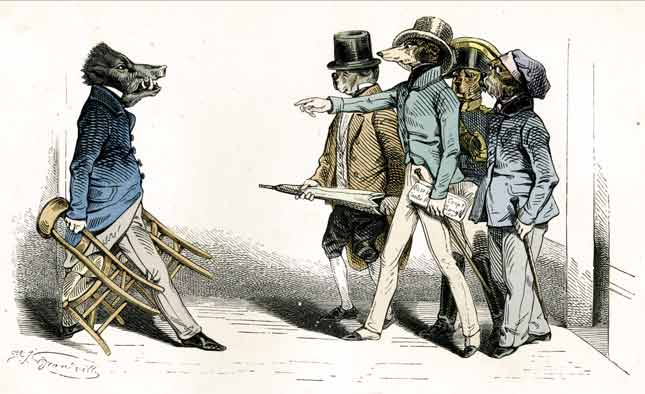
Os desenhos de J. J. Grandville serviram de inspiração para os esboços do ilustrador Rui Paes.

Segundo a publicação Communication Arts, a caligrafia do livro foi elaborada por Julian Waters, com o romancista japonês Toshiya Masuda atuando como diretor artístico e Krupa Jhaveri como o designer responsável. As ilustrações da obra foram feitas pelo pintor português Rui Paes. Com o compromisso de manter a confidencialidade do projeto, a Callaway enviou o esboço da história a Paes, que, por sua vez, criou um pequeno conjunto de esboços. Entre os quais, destacavam-se pinturas de caricaturas baseadas em animais antropomórficos, inspiradas no trabalho do caricaturista francês J. J. Grandville. Os editores aprovaram e a ideia de representar os personagens principais como animais foi mantida para o livro.
Paes elaborou múltiplos aspectos dos personagens, o que lhe permitiu captar as diferentes nuances presentes na narrativa. O processo de finalização das ilustrações levou quase dois anos, sendo a maior parte concluída nos últimos doze meses. Durante esse período, Paes dedicou-se intensamente, trabalhando entre 12 e 14 horas diárias, o que resultou em dores nas costas e levou a Callaway enviou-lhe uma cadeira Aeron para aliviar o desconforto. Madonna colaborou diretamente com Paes, fornecendo-lhe materiais para incluir no livro. Além disso, sugeriu que ele viajasse a Siena e Roma para buscar inspiração e enviou-lhe desenhos feitos por seus filhos para compor a narrativa. Em busca de mais inspiração, o artista pesquisou a pintura renascentista e barroca, destacando-se entre suas referências as obras de Caravaggio. Segundo Paes, Madonna serviu de inspiração para a representação da esposa do velho sábio na narrativa. Ele tentou dar aos personagens animais o máximo de qualidades e emoções humanas, utilizando expressões corporais. Ao concluir, Paes decidiu remover duas imagens das ilustrações finais por considerá-las inadequadas.

## Publicação e recepção

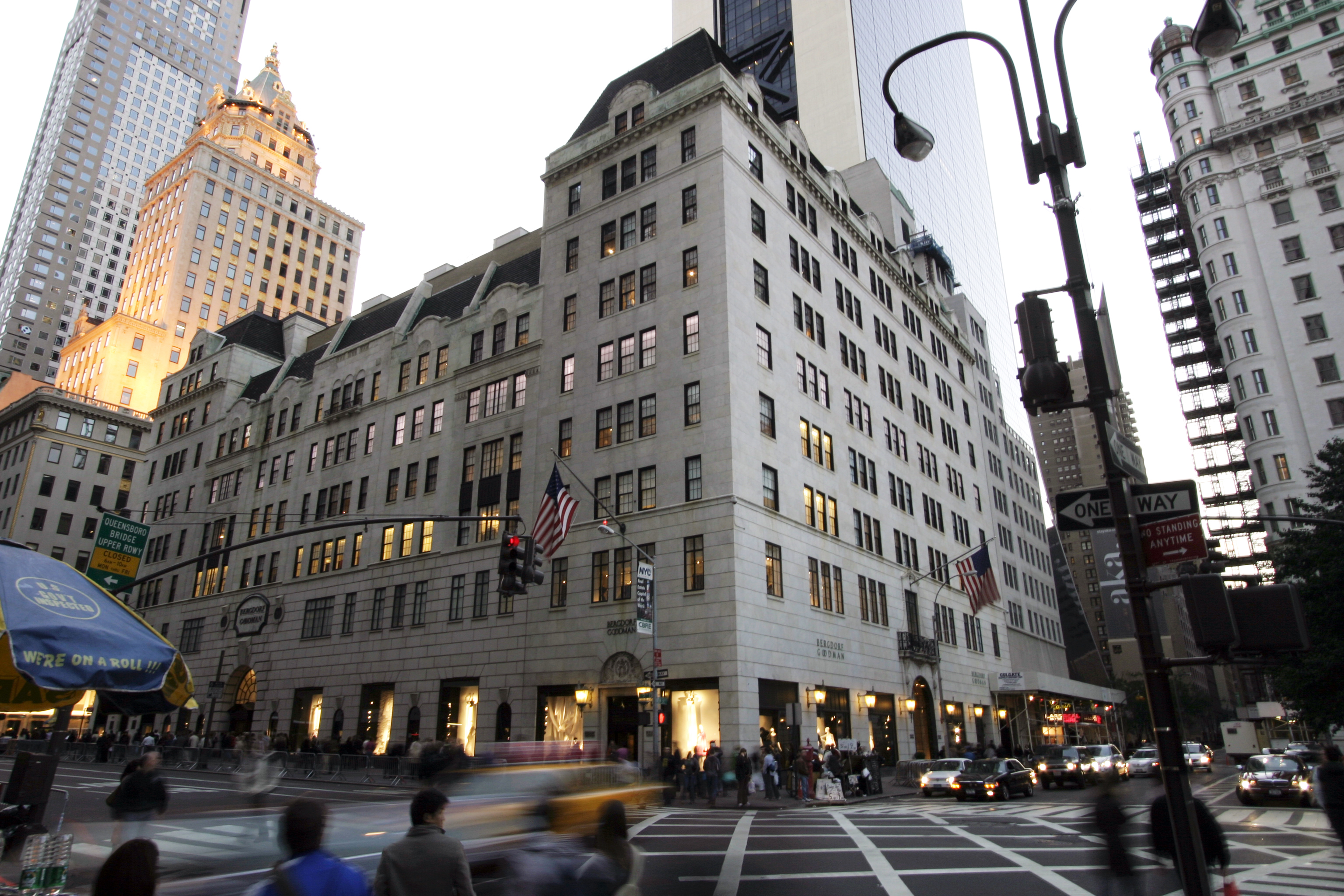
A festa de lançamento do livro aconteceu na loja Bergdorf Goodman, em Nova Iorque.

Lotsa de Casha foi lançado em 7 de junho de 2005, durante uma festa organizada pelo varejista Bergdorf Goodman na Quinta Avenida, em Nova Iorque. O evento reuniu socialites e artistas, que puderam adquirir exemplares autografados por US$ 75, com os lucros destinados à UNICEF. Os convidados trajavam vestes do século XVIII, em alusão aos personagens da obra. Segundo a Reuters, a leitura do livro na Bergdorf Goodman "gerou respostas confusas entre o grupo de cerca de 25 crianças, que pareciam ter dificuldade em compreender a moral da história". Além disso, a divulgação contou com sessões de autógrafos no Borders do Time Warner Center e leituras realizadas em bibliotecas pela cidade de Nova Iorque. A cantora realizou uma leitura para os alunos da Saint Ann's School, localizada em Brooklyn Heights, entregando cópias autografadas. Conforme relatado por Tatiana Delgiannakis, do New York Post, Madonna utilizou um sotaque italiano ao ler as falas do personagem Lotsa. Madonna foi ao Today Show, da NBC, e ao The View, da ABC, para falar sobre a obra e também deu uma entrevista para a edição de julho de 2005 da Ladies' Home Journal.
Lotsa de Casha estreou na terceira posição da lista dos mais vendidos do The New York Times. Elaine Stuart, da Parenting, apreciou o toque de humor nos nomes dados por Madonna no livro, como o castelo de Lotsa, denominado "Flasha de Casa", e a montanha onde se localiza, "Muchadougha Mountains", elementos que, segundo ela, certamente divertiriam os leitores. Roy Blatchford, da Books for Keeps, apreciou a história, atribuindo-lhe quatro estrelas de um total de cinco. Segundo o mesmo, a narrativa evitou os clichês habituais, "apresentando uma série de participações especiais originais e destacando-se pelo humor e pelos diálogos dinâmicos". Blatchford também fez elogios às ilustrações de Paes, qualificando-as como "impressionantes", e ao design, que ele considerou "chamativo", destacando Lotsa de Casha como "um livro ilustrado de alta qualidade, ideal para enriquecer qualquer biblioteca". Em uma análise publicada pela Publishers Weekly, a história foi considerada uma "fábula sem arte", mas o crítico observou que as ilustrações de Paes enriqueceram a obra com uma "homenagem irônica à pintura barroca clássica". Delgiannakis elogiou as imagens "lindamente ilustradas" de Lotsa de Casha, mas considerou que estava cheio de "mensagens moralistas", como "Só porque algo é caro, não significa que vale a pena". Boyd Tonkin, do The Independent, fez uma crítica ao lançamento, classificando-o como "excessivamente egoísta" e apontando que servia mais como um meio de "gratificação pessoal" para Madonna do que como uma virtude intrínseca. Ilene Cooper, da Booklist, afirmou que, como muitas outras celebridades que se tornam autoras, Madonna cometeu o erro de acreditar que poderia escrever livros para crianças.